# كريستينا براندي
كريستينا براندي مواليد 29 مارس 1977 في سان خوان، هي لاعبة كرة مضرب بورتوريكية تلعب باليد اليمنى. أعلى تصنيف لها في الفردي كان المركز الـ 27 في سنة 2000. شاركت في دورة الألعاب الأولمبية الصيفية.

## الميداليات
| الميدالية | المسابقة                    |
| --------- | --------------------------- |
| فضية      | دورة الألعاب الأمريكية 2003 |
| برونزية   | دورة الألعاب الأمريكية 2003 |

## روابط خارجية
- كريستينا براندي على موقع رابطة محترفات التنس (الإنجليزية)
- كريستينا براندي على موقع الاتحاد الدولي لكرة المضرب (الإنجليزية)
- كريستينا براندي على موقع كأس بيلي جين كينغ (الإنجليزية)
- كريستينا براندي على موقع بطولة ويمبلدون (الإنجليزية)
- كريستينا براندي على موقع خلاصة التنس.كوم (الإنجليزية)
- كريستينا براندي على موقع إي إس بي إن.كوم (الإنجليزية)
- كريستينا براندي على موقع اللجنة الأولمبية الدولية (الإنجليزية)
- كريستينا براندي على موقع أوليمبيديا (الإنجليزية)